# Firmin Didot

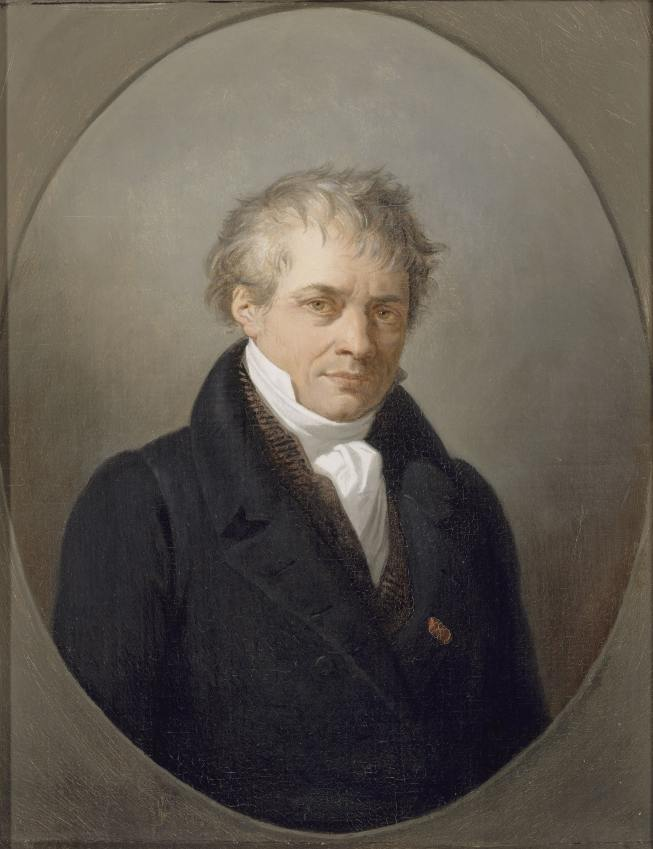
Firmin Didot

Firmin Didot eigentlich Ambroise Firmin Didot (* 14. April 1764 in Paris; † 24. April 1836 in Mesnil-sur-l’Estrée, Département Eure, Frankreich) war ein französischer Schriftschöpfer, Typograf, Schriftsteller und Angehöriger einer Buchhändlerfamilie.
Didot entstammte als zweiter Sohn von François Ambroise Didot einer Drucker-Dynastie und erhielt zahlreiche typografische Auszeichnungen. 1798 erhielt er von seinem Vater die Leitung der familieneigenen Schriftgießerei. Er entwickelte die Stereotypie, verbesserte das typografische Maßsystem (mit dem bis heute in Europa gültigen Didot-Punkt) und die Schriftart Didot weiter.
Außerdem schrieb er Theaterstücke und betätigte sich als Verleger, Deputierter und Übersetzer.

Muster der Didot-Schrift
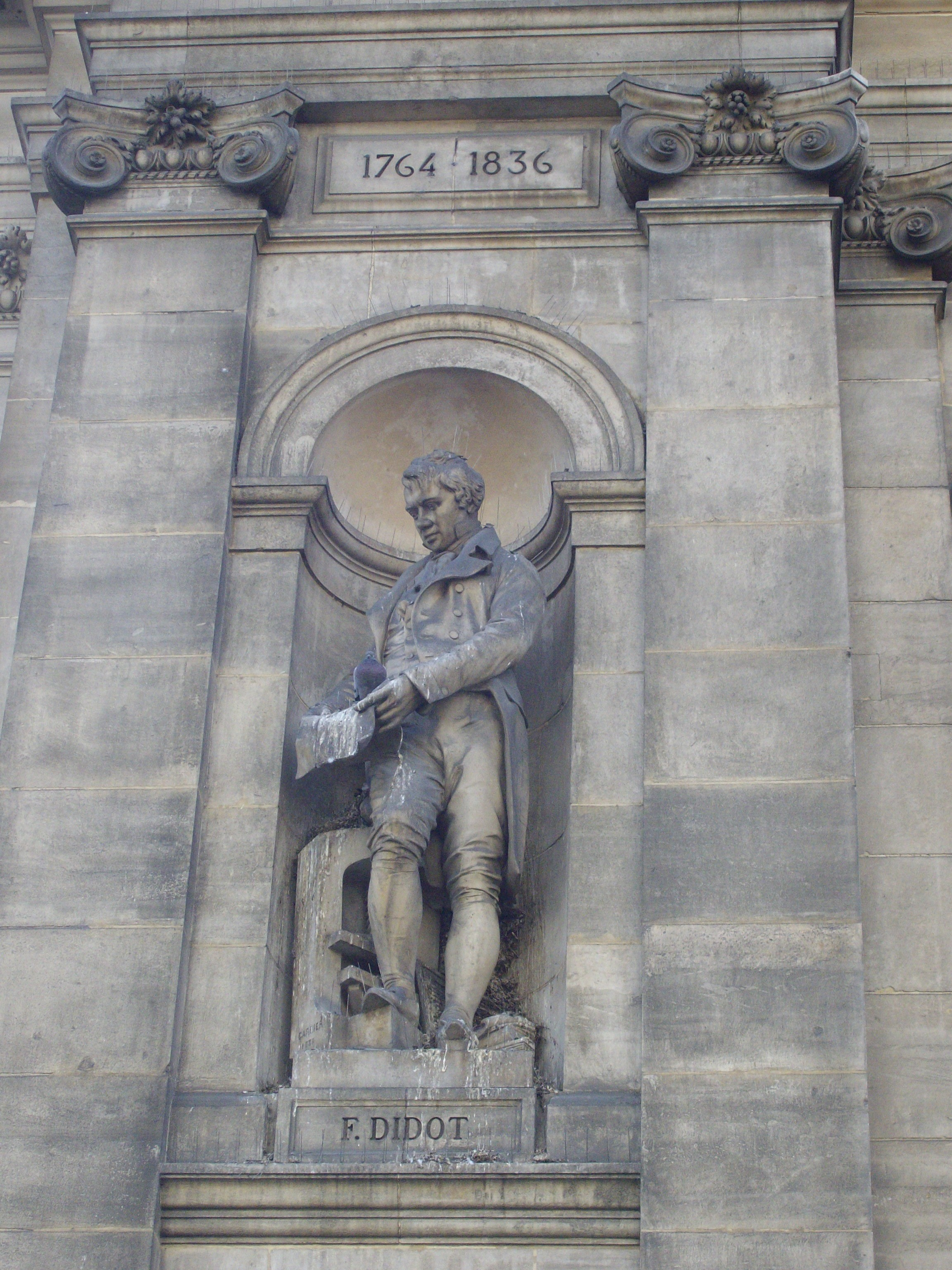
Statue von Firmin Didot am Hôtel de Ville in Paris
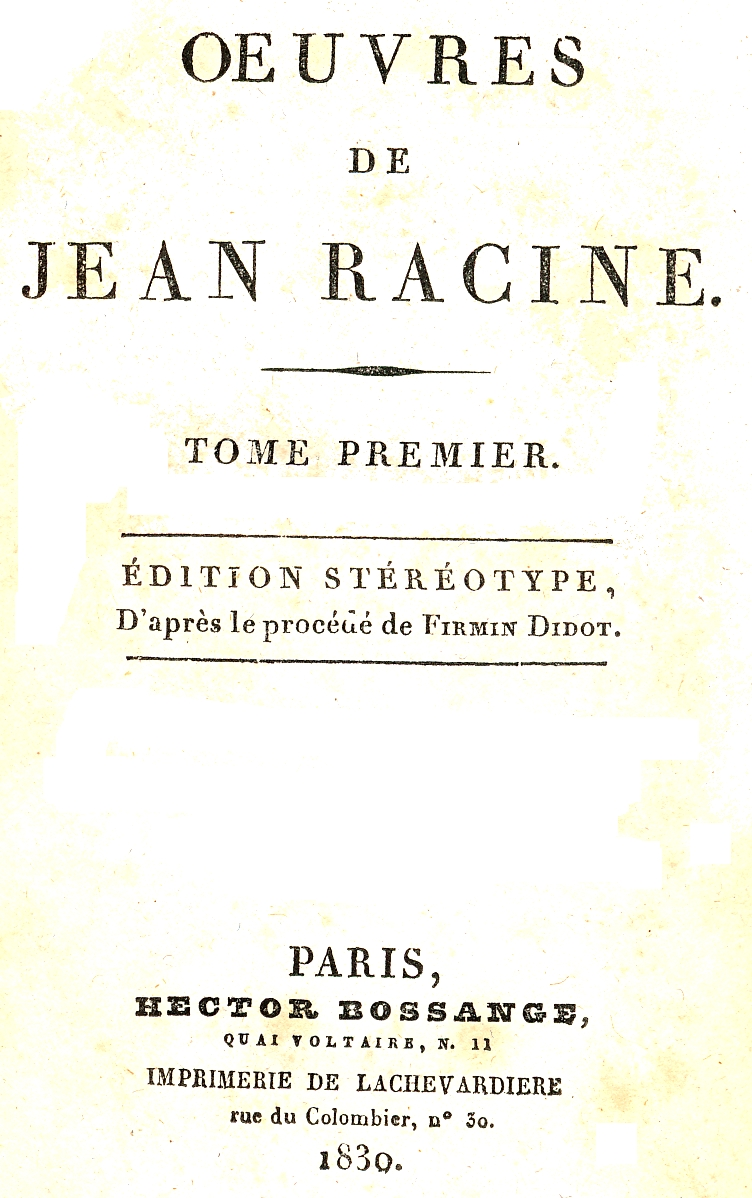
Stereotypie-Ausgabe der Werke von Jean Racine nach dem Verfahren von Firmin Didot

## Übersetzungen
- Thukydides, Histoire de La Guerre Du Peloponnese, Contenant Les Livres